# Oksana Sielechmietjewa
Oksana Sielechmietjewa, ros. Окса́на Оле́говна Селехме́тьева (ur. 13 stycznia 2003) – rosyjska tenisistka, mistrzyni juniorskiego US Open 2019 i French Open 2021 w grze podwójnej.

## Kariera tenisowa
W karierze wygrała trzy singlowe oraz osiem deblowych turniejów rangi ITF. 8 sierpnia 2022 zajmowała najwyższe miejsce w rankingu singlowym WTA Tour – 138. pozycję, natomiast 11 lipca 2022 osiągnęła najwyższą lokatę w deblu – 150. miejsce.
W 2019 roku podczas US Open, w parze z Kamillą Bartone, wygrała turniej deblowy dziewcząt. Podobny sukces osiągnęła dwa lata później, we French Open, grając w parze z Alexandrą Ealą.

## Finały turniejów ITF
| turnieje z pulą nagród 100 000 $ (W100) |
| turnieje z pulą nagród 80 000 $ (W80)   |
| turnieje z pulą nagród 60 000 $ (W75)   |
| turnieje z pulą nagród 40 000 $ (W50)   |
| turnieje z pulą nagród 25 000 $ (W35)   |
| turnieje z pulą nagród 15 000 $ (W15)   |
| turnieje z pulą nagród 10 000 $         |

### Gra pojedyncza 5 (3–2)
| Rezultat     |    | Data       | Turniej     | ($)    | Naw.          | Przeciwniczka   | Wynik         |
| Zwyciężczyni | 1. | 07/02/2021 | Manacor     | 15 000 | Twarda        | Suzan Lamens    | 6:3, 6:2      |
| Finalistka   | 1. | 18/07/2021 | Biarritz    | 60 000 | Ceglana       | Francesca Jones | 4:6, 6:7(4)   |
| Zwyciężczyni | 2. | 03/07/2022 | Montpellier | 60 000 | Ceglana       | Kateryna Baindl | 6:3, 5:7, 7:5 |
| Finalistka   | 2. | 07/07/2024 | Montpellier | 60 000 | Twarda (hala) | Maja Chwalińska | 3:6, 2:6      |
| Zwyciężczyni | 3. | 14/07/2024 | Rzym        | 60 000 | Ceglana       | Lina Ǵorčeska   | 6:1, 7:6(3)   |

### Gra podwójna 14 (8–6)
| Rezultat     |    | Data       | Turniej                   | ($)    | Naw.          | Partnerka          | Przeciwniczki                          | Wynik                |
| Zwyciężczyni | 1. | 05/09/2020 | Marbella                  | 25 000 | Ceglana       | Alina Czarajewa    | Miriam Bulgaru Victoria Muntean        | 6:3, 6:2             |
| Zwyciężczyni | 2. | 30/10/2020 | Castell-Platja d’Aro      | 15 000 | Ceglana       | Alina Czarajewa    | Alba Carrillo Marín Júlia Payola       | 5:7, 6:1, 10–5       |
| Zwyciężczyni | 4. | 23/01/2021 | Manacor                   | 15 000 | Twarda        | Ángela Fita Boluda | Ylena In-Albon Valentina Ryser         | 6:1, 4:6, 10–5       |
| Finalistka   | 1. | 30/01/2021 | Manacor                   | 15 000 | Twarda        | Ángela Fita Boluda | Ylena In-Albon Camilla Rosatello       | 6:7(3), 7:6(9), 5–10 |
| Zwyciężczyni | 5. | 12/03/2021 | Manacor                   | 15 000 | Twarda        | Ángela Fita Boluda | Ylena In-Albon Rebeka Masarova         | 6:2, 5:7, 10–8       |
| Zwyciężczyni | 6. | 17/07/2021 | Biarritz                  | 60 000 | Ceglana       | Daniela Vismane    | Sarah Beth Grey Magali Kempen          | 6:3, 7:6(5)          |
| Zwyciężczyni | 7. | 14/08/2021 | San Bartolomé de Tirajana | 60 000 | Ceglana       | Elina Awanesian    | Arianne Hartono Olivia Tjandramulia    | 7:5, 6:2             |
| Finalistka   | 3. | 19/09/2021 | Walencja                  | 80 000 | Ceglana       | Ángela Fita Boluda | Ysaline Bonaventure Ekaterine Gorgodze | 2:6, 6:2, 6–10       |
| Finalistka   | 5. | 17/04/2022 | Bellinzona                | 60 000 | Ceglana       | Xenia Knoll        | Alicia Barnett Olivia Nicholls         | 7:6(7), 4:6, 7–10    |
| Finalistka   | 6. | 23/04/2022 | Chiasso                   | 60 000 | Ceglana       | Aliona Bolsova     | Anastasia Dețiuc Miriam Kolodziejová   | 3:6, 6:1, 8–10       |
| Zwyciężczyni | 8. | 28/01/2023 | Andrézieux-Bouthéon       | 60 000 | Twarda (hala) | Sofja Łansere      | Conny Perrin Iryna Szymanowicz         | 6:3, 6:0             |

## Finały wielkoszlemowych turniejów juniorskich

### Gra podwójna (3)
| Końcowy wynik | Rok  | Turniej     | Nawierzchnia | Partnerka       | Przeciwniczki                          | Wynik finału  |
| Finalistka    | 2019 | Wimbledon   | Trawiasta    | Kamilla Bartone | Savannah Broadus Abigail Forbes        | 5:7, 7:5, 2:6 |
| Zwyciężczyni  | 2019 | US Open     | Twarda       | Kamilla Bartone | Aubane Droguet Séléna Janicijevic      | 7:5. 7:6(6)   |
| Zwyciężczyni  | 2021 | French Open | Ceglana      | Alexandra Eala  | Marija Bondarienko Amarissa Kiara Tóth | 6:0, 7:5      |